# 主水正正清
主水正正清（もんどのしょうまさきよ、寛文10年（1670年） - 享保15年6月6日（1730年7月20日））は、江戸時代の薩摩国の刀工。俗名は宮原清右衛門、覚太夫。新刀最上作にして大業物。
丸田正房の門人で、はじめ銘を「吉景」「清盈」と切っていたという。享保6年（1721年）1月、八代将軍徳川吉宗の命により江戸浜御殿において作刀、その出来の良さを認められ葵一葉紋を茎に切ることを許されるとともに、将軍家の斡旋により7月13日に主水正を受領した。墓所は鹿児島市南林寺由緒墓地。
作柄としては地鉄は板目肌が良くつんだものや大板目に地景の入るものがあり、刃文は荒い沸のついた互の目乱れのたれ乱れなどを焼き、「芋の蔓」という長い金筋が混じるものが多い。弟子に正近・正盛などがおり、正清の代銘を切っている。